# ESSA–2
ESSA–2 (TOS–G) amerikai meteorológiai műhold. Önálló szolgálatával az ESSA–1 működését segítette.

## Küldetés
A TIROS televíziós és infravörös katonai megfigyelő műholdakat váltotta. Célja, hogy az amerikai Országos Meteorológiai Központ megbízásából nappali időszakban, folyamatos képeket készítsen a felhőzetről és a Föld felszínéről. Közel négyéves szolgálata alatt, a TIROS műholdak adatszolgálatának dupla mennyiségével segítette a meteorológiai előrejelzést. Adatszolgáltatását (polgári és katonai) világszerte, 45 országban 300 fogadó állomás használhatta. A korszerűsített NIMBUS műhold felépítése adta a polgári változat létrehozását.

## Jellemzői
Építette az RCA Astro Electronics, üzemeltette az ESSA (Environmental Science Services Administration), az Egyesült Államok Időjárás Elnöksége és az Országos Meteorológiai Központ.
Megnevezései: ESSA–2; COSPAR: 1966-016A; Tiros OT-2; Environmental Science and Services Administration (ESSA–2); Television and Infra Red Observation Satellite (Tiros 12). Kódszáma: 2091.
1966. február 28-án a Cape Canaveral (KSC) Kennedy Űrközpontból, a LC–17B (LC–Launch Complex) jelű indítóállványról egy háromfokozatú Thor Delta hordozórakétával juttatták alacsony Föld körüli pályára (LEO = Low-Earth Orbit). Az orbitális egység pályája 113,5 perces, 101,3 fokos hajlásszögű, elliptikus pálya perigeuma 1355 kilométer, az apogeuma 1415 kilométer volt.
Alakja 18 oldalú sokszög,  átmérője 42, magassága 22 centiméter. Tömege 132 kilogramm. A test alumínium ötvözetből és rozsdamentes acélból készült. Az űreszköz felületét napelemek (9100 napelemlap) borították, éjszakai (földárnyék) energia ellátását 63 nikkel-kadmium akkumulátorok biztosították. A TIROS 9 operációs rendszerét alkalmazták. A Föld mágneses teréhez igazodó, mágnesesen – Magnetic Attitude Spin- Coil (MASC) – forgás stabilizált (10.9 rpm) műhold. Műszerezettsége: fejlett videokamera – Advanced Vidicon Camera System (AVCS); földmegfigyelés – Flat Plate Radiometer (FPR). A kamera minden 352 másodpercben, 2000 négyzetmérföldről, 2 mérföldes felbontású képet készített.
1970. október 16-án 1692 napos (4,63 évet)  szolgálati idő után kikapcsolták. A légkörbe történő belépésének ideje ismeretlen.